# In Vaulted Halls Entombed
In Vaulted Halls Entombed (Sepultados en salas abovedadas en España y En salas abovedadas sepultadas en  Hispanoamérica) es el octavo episodio de la tercera temporada de Love, Death & Robots. Es el episodio número 34 de la serie en general. Está basada en la historia corta homónima de Alan Baxter. El episodio trata sobre un escuadrón de fuerzas especiales en una misión de rescate de rehenes que se encuentran atrapados en una prisión que contiene un mal ancestral. Se estrenó el 20 de mayo del 2022 en Netflix.

## Argumento
Un escuadrón de fuerzas especiales está reconociendo una situación de rehenes, cuando ven a los insurgentes entrando en una cueva y deciden perseguirlos. Mientras caminan hacia la cueva, ven varios restos óseos. Reconocen el primer cuerpo como el cuerpo del rehén gracias a la etiqueta del ejército y deducen que los otros cuerpos probablemente pertenecen a los insurgentes. Mientras se preguntan cómo podría suceder esto ya que los vieron justo antes, una criatura con forma de araña cae sobre la espalda de uno de los soldados. Poco después, una horda de estas criaturas araña ataca al escuadrón devorando su carne. Terminan corriendo en la dirección opuesta a la salida y terminan en una gran cámara que está más profunda en la cueva. Al final, solo hay tres supervivientes.
Más tarde, el trío de sobrevivientes desciende las enormes escaleras después de ver un túnel en el lado opuesto. Luego son atacados por un ejército de criaturas con piernas como cuchillas. Matan a uno de los soldados y al sargento. Coulthard y Harper son los dos últimos que quedan de la misión de rescate. Ahora escuchan una voz extraña que les hace señas para que se acerquen. Es más efectivo con Coulthard que con Harper y pronto se encuentran cara a cara con el dueño de la voz. Eventualmente, los dos se encuentran atrapados en una prisión que tiene encadenado a un antiguo dios malvado. El dios induce visiones espantosas de la destrucción del mundo en las mentes de Coulthard y Harper y pronto les exige que lo liberen . Bajo el hechizo, Coulthard sigue obedientemente las órdenes del dios. Harper, sin embargo, ha logrado recuperarse e intenta detener a su sargento. Cuando intenta detonar la última granada, ella frustra su plan saltando sobre él. Un Coulthard hipnotizado intenta matar a Harper con un cuchillo, pero ella actúa rápidamente y le dispara antes de que pueda liberar al dios malvado.
Después de detener al Sargento, Harper se enfrenta al dios mismo. El ser omnipotente exige que lo libere después de no poder controlar a Coulthard, ella se niega y, en cambio, le dispara al dios. Parece que este acto no tuvo impacto en el dios que sigue repitiendo que Haper lo libere. Algún tiempo después, parece que Harper de alguna manera logró salir de la cueva. Pero ella está murmurando algo ininteligible al principio. Tras una inspección más cercana, sorprendentemente se ha sacado los ojos, la lengua y orejas para poder salir de la prisión del dios.

## Reparto de Voces
| Personaje          | Actor/Actriz original Estados Unidos | Actor/Actriz de doblaje Hispanoamérica | Actor/Actriz de doblaje España |
| ------------------ | ------------------------------------ | -------------------------------------- | ------------------------------ |
| Sargento Coulthard | Joe Manganiello                      | Alejandro Orozco                       | Roberto Encinas                |
| Kate Harper        | Christian Serratos                   | Betzabé Jara                           | María Blanco                   |
| Spencer            | Jai Courtney                         | Roberto Salguero                       | Iván Muelas                    |
| Beaumont           | Noshir Dalal                         | Dan Frausto                            | —                              |
| Dilman             | Stanton Lee                          | Gabo Juárez                            | —                              |
| El antiguo         | Fred Tatasciore                      | Luis Hurtado                           | —                              |
| Gladstone          | Jeff Schine                          | Cuauhtémoc Miranda                     | —                              |

## Símbolos
Al finalizar el intro, se nos presenta una serie de 3 símbolos, siendo: Un corazón (❤), una equis (❌) y una cabeza robótica (🤖); reflejando amor, muerte y robots respectivamente. De ahí los símbolos cambian velozmente, acoplándose a la temática del episodio en cuestión, en cada episodio los símbolos son distintos. En In Vaulted Halls Entombed nos presentan los siguientes símbolos:
- Unas placas de identificación militares (🏷️)
- Un ojo (👁️)
- Una pregunta de interrogación (?)

## Lanzamiento
In Vaulted Halls Entombed se estrenó el 20 de mayo de 2022 en Netflix junto con el resto de episodios que componen el volumen 3.